# Сімба (Дар-ес-Салам)
Спортивний клуб «Сімба» або просто «Сімба» (англ. Simba Sports Club) — професіональний танзанійський футбольний клуб з міста Дар-ес-Салам. Домашні матч проводить на двох стадіонах, «Національний стадіон» та «Убура». Один з двох найсильніших клубів Танзанії, разом зі своїми принциповими суперниками-земляками «Янг Афріканс».
Виробником форми для клубу є компанія Uhlsport.

## Історія
Заснований у 1936 році під назвою «Квінз», згодом мав назви «Іглз» та «андерленд». З 1971 року виступає під своєю теперішнжю назвою. 1993 рік став найуспішнішим для клубу, окрім перемоги в чемпіонаті Танзанії, «Сімба» також вийшов до фіналу Кубка КАФ. Загалом, клуб виграв чемпіонат 19 разів, тричі перемагав у кубку Танзанії та шість разів у Клубному чемпіонаті КЕСАФА. Найкращий результат у Лізі чемпіонів КАФ — участь у груповому етапі турніру в сезоні 2003 року. Того сезону «Сімба» вибив зі змагання південноафриканський «Сантос», але поступився майбутньому переможцю турніру, єгипетському «Замалеку».

## Досягнення
- Прем'єр-ліга
  -  Чемпіон (19): 1965, 1966 (в обох випадках — як «Сандерленд»), 1972, 1973, 1976, 1977, 1978, 1979, 1980, 1993, 1994, 1995, 2001, 2002, 2004, 2007, 2009/10, 2011/12, 2017/18 2019/20,2020/21

- Кубок Танзанії
  -  Володар (3): 1984, 1995, 2000

- Кубок Тускер Танзанії
  -  Володар (4): 2001, 2002, 2003, 2005 (2005 — в Кенії)

- Кубок КАФ
  -  Фіналіст (1): 1993

- Клубний кубок КЕСАФА
  -  Володар (6): 1974, 1991, 1992, 1995, 1996, 2002
  -  Фіналіст (6): 1975, 1978, 1981, 2003, 2011

- Кубок Спортивної федерації Азаму
  -  Володар (1): 2017

- Комбе Ла Мапіндузі
  -  Володар (3): 2008, 2011, 2015

- Кубок Спортпеса
  -  Фіналіст (1): 2018

## Статистика виступів
| Сезон | Турнір                       | Раунд         | Клуб                   | Вдома | На виїзді | Загалом        |
| ----- | ---------------------------- | ------------- | ---------------------- | ----- | --------- | -------------- |
| 1974  | Кубок африканських чемпіонів | 1             | Лінаре                 | 2-1   | 3-1       | 5-1            |
| 1974  | Кубок африканських чемпіонів | 2             | Грін Баффало           | 1-0   | 2-1       | 3-1            |
| 1974  | Кубок африканських чемпіонів | 1/4 фіналу    | Гартс оф Оук           | 0-0   | 2-1       | 2-1            |
| 1974  | Кубок африканських чемпіонів | 1/2 фіналу    | Газль Аль-Мехалла      | 1-0   | 0-1       | 1-1 (0-3 пен.) |
| 1976  | Кубок африканських чемпіонів | 1             | Корпс Енсігмент        | 4-1   | 2-4       | 6-5            |
| 1976  | Кубок африканських чемпіонів | 2             | Грін Баффало           | 2-3   | 0-1       | 2-4            |
| 1977  | Кубок африканських чемпіонів | 1             | Мбабане Гайлендерс     | т.п.1 | т.п.1     | т.п.1          |
| 1977  | Кубок африканських чемпіонів | 2             | Вотер Корпорейшн       | 0-1   | 0-0       | 0-1            |
| 1978  | Кубок африканських чемпіонів | 1             | Вантур Мангунгу        | 2-0   | 0-1       | 2-1            |
| 1978  | Кубок африканських чемпіонів | 2             | АС Віта Клуб           | 0-1   | 0-1       | 0-2            |
| 1979  | Кубок африканських чемпіонів | 1             | Муфуліра Вондерерз     | 0-4   | 5-0       | 5-4            |
| 1979  | Кубок африканських чемпіонів | 2             | Ракка Роверз           | 0-0   | 0-2       | 0-2            |
| 1980  | Кубок африканських чемпіонів | 1             | Лінаре                 | 3-0   | 1-2       | 4-2            |
| 1980  | Кубок африканських чемпіонів | 2             | Уніон Дуала            | 2-4   | 0-1       | 2-5            |
| 1981  | Кубок африканських чемпіонів | 1             | Горсід                 | т.п.2 | т.п.2     | т.п.2          |
| 1985  | Кубок володарів кубків КАФ   | 1             | Еритрея Шу Фекторі     | 5-0   | 0-1       | 5-1            |
| 1985  | Кубок володарів кубків КАФ   | 2             | Аль-Аглі (Каїр)        | 2-1   | 0-2       | 2-3            |
| 1992  | Кубок КАФ                    | 1             | Ферроваріу ді Мапуту   | 0-0   | 1-1       | 1-1 (в)        |
| 1992  | Кубок КАФ                    | 2             | Манзіні Вондерерз      | 1-0   | 1-0       | 2-0            |
| 1992  | Кубок КАФ                    | 1/4 фіналу    | УСМ Ель-Гарраш         | 3-0   | 0-2       | 3-2            |
| 1992  | Кубок КАФ                    | 1/2 фіналу    | Атлетіку Авіасан       | 3-1   | 0-0       | 3-1            |
| 1992  | Кубок КАФ                    | Фінал         | Стелла Клуб д'Аджам    | 0-2   | 0-0       | 0-2            |
| 1995  | Кубок африканських чемпіонів | 1             | Пауер Дайнамос         | 1-1   | 1-1       | 2-2 (4-3 т.п.) |
| 1995  | Кубок африканських чемпіонів | 2             | АСЕК Мімозас           | 1-2   | 1-2       | 2-4            |
| 1996  | Кубок володарів кубків КАФ   | 1             | Чапунга Юнайтед        | 0-1   | т.п.3     | 0-1            |
| 1996  | Кубок володарів кубків КАФ   | 2             | Ель-Мокаволун          | 3-1   | 0-2       | 3-3 (в)        |
| 1997  | Кубок КАФ                    | 1             | АФК Леопардс           | 1-1   | 0-3       | 1-4            |
| 2001  | Кубок володарів кубків КАФ   | 1             | Дживан                 | т.п.4 | т.п.4     | т.п.4          |
| 2001  | Кубок володарів кубків КАФ   | 2             | Ісмайлі                | 1-0   | 0-2       | 1-2            |
| 2002  | Ліга чемпіонів КАФ           | Попередній    | Ред Стар               | 3-0   | 1-0       | 4-0            |
| 2002  | Ліга чемпіонів КАФ           | 1             | Нкана                  | 3-0   | 0-4       | 3-4            |
| 2003  | Ліга чемпіонів КАФ           | Попередній    | БДФ XI                 | 1-0   | 3-1       | 4-1            |
| 2003  | Ліга чемпіонів КАФ           | 1             | Сантос                 | 0-0   | 0-0       | 0-0 (4-2 пен.) |
| 2003  | Ліга чемпіонів КАФ           | 2             | Замалек                | 1-0   | 0-1       | 1-1 (5-4 пен.) |
| 2003  | Ліга чемпіонів КАФ           | Груповий етап | Еньїмба                | 2-1   | 0-3       | 3-є місце      |
| 2003  | Ліга чемпіонів КАФ           | Груповий етап | АСЕК Мімозас           | 1-0   | 3-4       | 3-є місце      |
| 2003  | Ліга чемпіонів КАФ           | Груповий етап | Ісмайлі                | 0-0   | 1-2       | 3-є місце      |
| 2004  | Ліга чемпіонів КАФ           | Попередній    | Занако                 | 1-0   | 1-3       | 2-3            |
| 2005  | Ліга чемпіонів КАФ           | Попередній    | Ферровіаріу ді Нампулу | 2-1   | 1-1       | 3-2            |
| 2005  | Ліга чемпіонів КАФ           | 1             | Еньїмба                | 1-1   | 0-4       | 1-5            |
| 2007  | Кубок конфедерації КАФ       | Попередній    | Текстіл ді Пунгуе      | 2-4   | 1-1       | 3-5            |
| 2008  | Ліга чемпіонів КАФ           | Попередній    | Авасса Сіті            | 3-0   | 1-1       | 4-1            |
| 2008  | Ліга чемпіонів КАФ           | 1             | Еньїмба                | 0-0   | 0-4       | 0-4            |
| 2010  | Кубок конфедерації КАФ       | 1             | Ленгзенс               | 2-1   | 3-0       | 5-1            |
| 2010  | Кубок конфедерації КАФ       | 2             | Харас Ель-Ходуд        | 2-1   | 1-5       | 3-6            |
| 2011  | Ліга чемпіонів КАФ           | Попередній    | Елан Клуб              | 4-2   | 0-0       | 4-2            |
| 2011  | Ліга чемпіонів КАФ           | 1             | ТП Мазембе             | пен.5 | пен.5     | пен.5          |
| 2011  | Ліга чемпіонів КАФ           | Плей-оф спец. | Відад                  | -     | -         | 0-36           |
| 2011  | Кубок конфедерації КАФ       | 3             | Мотема Пембе           | 1-0   | 0-2       | 1-2            |
| 2012  | Ліга чемпіонів КАФ           | Попередній    | Кійову Спорт           | 2-1   | 1-1       | 3-2            |
| 2012  | Ліга чемпіонів КАФ           | 1             | ЕС Сетіф               | 2-0   | 1-3       | 3-3 (в)        |
| 2012  | Ліга чемпіонів КАФ           | 2             | Аль-Аглі (Шенді)       | 3-0   | 0-3       | 3-3 (8-9 пен.) |
| 2013  | Ліга чемпіонів КАФ           | Попередній    | Рекреатіву ду Ліболу   | 0-1   | 0-4       | 0-5            |
| 2018  | Кубок конфедерації КАФ       | Попередній    | Жандармері Насьйональ  | 4-0   | 1-0       | 5-0            |
| 2018  | Кубок конфедерації КАФ       | 1             | Аль-Масрі              | 2-2   | 0-0       | 2-2 (в)        |

1- «Мбабане Гайландерс» покинув турнір.

2- СК «Сімба» покинув турнір.

3- «Чапунгу Юнайтед» покинув турнір напередодні матчу-відповіді.

4- ФК «Дживан» покинув турнір.

5- «ТП Мазембе» переміг з згільним рахунком 6:3, але пізніше був дискваліфікований за участь у турнірі незареєстрованих гравців. Тому «Сімба» зіграв з марокканським «Відадл» (Касабланка), який програв ТП Мазембе у другому раунді, у спеціальному плей-оф за право виходу до групового етапу.

6- 14 травня 2011 року КАФ оголосив, що «ТП Мазембе» з Демократичної Республіки Конго був дискваліфікований з групового етапу через нелегітимний дебют футболіста Жанвіера Бесала Букунгу у оєдинку з «Сімбою», якому танзанці поступилися в першому турі. Тому Оргкомітет вирішив, «Сімба» та марокканський «Відад» (Касабланка), які поступилися ТП Мазембе в другому раунді, повинні зіграти спеціальний матч плей-оф на нейтральному полі.

## Відомі гравці
- П'єр Квізера
- Раджаб Мвіньї
- Селемані Ндікумана
- Васо Рамадані
- Аміссі Тімбве
- Фелікс Сунзу
- Майк Бараза
- Джордж Овіно
- Мозес Одіамбо
- Паскаль Очієнг
- Вілліс Очієнг
- Джеррі Сантос
- Марк Сіренго
- Гілларі Ечеса
- Еме Ізучукву
- Медді Кагере
- Шейх Абдулкадір
- Сіісе Абшир
- Нурдін Бакарі
- Келвін Йондані
- Джозеф Канакі
- Шомарі Капомбе
- Джума Каседжа
- Віктор Коста
- Джон Лунгу
- Кігі Макасі
- Іво Мапунда
- Селемані Матола
- Аруна Моши
- Данні Мрванда
- Ренатус Нджоголе
- Шабан Ндіті
- Боніфас Паваса
- Мбвана Самата
- Джабір Азіз Стіма
- Генрі Шиндіка
- Халід Аучо
- Деррік Валюля
- Абель Діара
- Алекс Ндугга
- Джозеф Овіно
- Еммануель Окві
- Патрік Очан
- Арнольд Каго
- Фернан Кемо

## Головні тренери
- 2003—2005, 2008—2011  Патрік Фірі
- 2005  Нейдер дос Сантос
- 2011—2012  Милован Чиркович
- 2013  Патріс Левіг
- 2013—2014  Здравко Огурашич
- 2015  Ділан Керр